# 神戸市電東部国道線
東部国道線（とうぶこくどうせん）は、かつて神戸市の三宮駅前停留場（三宮分岐点） - 脇浜町停留場間を結んでいた神戸市電の軌道路線である。全線が国道2号上の併用軌道であった。また、脇浜町停留場の先で阪神国道線と線路が繋がっており、みなとの祭の際に限り花電車が乗り入れていた。

## 沿革
- 1935年（昭和10年）1月1日：三宮分岐点（三宮駅前停留場） - 敏馬（みるめ）停留場間（2.249km）が開業。また、それに伴い平行路線である磯上線が休止。
- 1961年（昭和36年）以前
  - 春日野停留場を春日野道停留場に改称。
  - 敏馬停留場を脇浜2丁目停留場に改称。
  - 脇浜2丁目停留場を脇浜町停留場に改称。
- 1968年4月21日：三宮分岐点（三宮駅前停留場） - 脇浜町停留場間を廃止し全線廃止。

## 駅一覧
- 1962年（昭和37年）7月当時。

| 停留場名    | 読み                      | 接続路線                      | 廃止日         | 備考                                                 |
| ----------- | ------------------------- | ----------------------------- | -------------- | ---------------------------------------------------- |
| 脇浜町      | わきのはまちょう          | 阪神電気鉄道 国道線：東神戸駅 | 1968年 4月21日 | 開業当初の電停名は敏馬（みるめ） 次に脇浜2丁目に改称 |
| 脇浜3丁目   | わきのはま さんちょうめ   |                               | 1968年 4月21日 |                                                      |
| 春日野道    | かすがのみち              | 阪神電気鉄道 本線：春日野道駅 | 1968年 4月21日 | 開業当初の電停名は春日野                             |
| 吾妻通4丁目 | あづまどおり よんちょうめ |                               | 1968年 4月21日 |                                                      |
| 生田川      | いくたがわ                |                               | 1968年 4月21日 |                                                      |
| 小野柄5丁目 | おのえごちょうめ          |                               | 1968年 4月21日 |                                                      |
| 三宮駅前    | さんのみやえきまえ        | 阪神電気鉄道 本線：三宮駅     | 1968年 4月21日 |                                                      |
| 三宮分岐点  | さんのみや                | 布引線                        | 1968年 4月21日 | 分岐点の為電停は無し                                 |

## 通過系統
- 1962年（昭和37年）7月当時。

| 系統   | 直通路線  | 通過区間                                | 直通路線  | 備考 |
| ------ | --------- | --------------------------------------- | --------- | --- |
| 10系統 | －        | 脇浜町 - 三宮分岐点                     | 布引線    | |
| 12系統 | － 布引線 | 脇浜町 - 三宮分岐点 三宮分岐点 - 脇浜町 | 布引線 － | 循環系統。三宮分岐点から布引線に直通後、栄町本線・兵庫線・尻池線・和田線・高松線・尻池線・山手・上沢線・湊川線・栄町本線・布引線経由で三宮分岐点へ戻り東部国道線を脇浜町まで通過する |
| 13系統 | － 布引線 | 脇浜町 - 三宮分岐点 三宮分岐点 - 脇浜町 | 布引線 － | 循環系統。三宮分岐点から布引線に直通後、栄町本線・湊川線・山手・上沢線・尻池線・高松線・和田線・尻池線・兵庫線・栄町本線・布引線経由で三宮分岐点へ戻り東部国道線を脇浜町まで通過する |

## 備考
先述の通り脇浜町停留場の先で阪神国道線と線路が繋がっていた。また、これにより神戸市から大阪市、さらには堺市・守口市まで路面電車のみで移動することも可能であった。ただし、旅客列車の相互乗り入れは行われておらず、みなとの祭開催時に花電車が乗り入れる以外は全列車脇浜町停留場、東神戸停留場でそれぞれ折り返していた。
ただし、戦時下の1944年（昭和19年）においては戦時輸送のために市電車両が阪神国道線に乗り入れていた。野菜などの物資の輸送を主目的としていたがあまり実施されなかった。